# ميلدريد جيفري
ميلدريد جيفري (بالإنجليزية: Mildred Jeffrey)‏ هي ناشطة حقوق الإنسان أمريكية، ولدت في 1910 في ألتون في الولايات المتحدة، وتوفيت في 24 مارس 2004 في ديترويت في الولايات المتحدة.